# Robert Schwentke
Robert Schwentke est un réalisateur et scénariste allemand né en 1968 à Stuttgart.

## Biographie
Diplômé du Columbia College Hollywood de Los Angeles en 1992, l'Allemand Robert Schwentke fait ses premières armes en tant que réalisateur l'année suivante avec son court métrage Heaven!.
Le cinéaste attend toutefois pratiquement dix ans avant de repasser derrière la caméra, cette fois dans son pays natal. Il écrit et réalise le thriller Tattoo (2002) suivi très rapidement de Eierdiebe (2003), l'histoire d'un homme atteint d'un cancer des testicules et dont il a lui-même souffert au milieu des années 1990.
Robert Schwentke fait un retour remarqué aux États-Unis , puisqu'il fait tourner Jodie Foster et Peter Sarsgaard dans le thriller Flight Plan en 2005. Après Hors du temps avec Eric Bana et Rachel McAdams, il est choisi pour Red (2011), adaptation d'une bande dessinée sur grand écran, avec des poids lourds comme Bruce Willis, Morgan Freeman, John Malkovich et Helen Mirren. Cette lucrative comédie d'action est suivie d'une autre adaptation d'un comic book, RIPD : Brigade fantôme, cette fois portée par le tandem Ryan Reynolds-Jeff Bridges.
Il met ensuite en scène deux volets de la saga Divergente : Divergente 2 : L'Insurrection (2015) et Divergente 3 : Au-delà du mur (2016). Fatigué par les tournages successifs de ces deux blockbusters, il cède sa place à Lee Toland Krieger pour le quatrième et dernier film de la franchise Divergente. Cependant, le projet ne verra jamais le jour.

## Filmographie
- 1993 : Heaven !
- 1998 : Tatort (TV)
- 2002 : Tattoo
- 2003 : Les Bourses ou la Vie
- 2005 : Flight Plan
- 2008 : Hors du temps (The Time Traveler’s Wife)
- 2010 : Red
- 2013 : RIPD : Brigade fantôme (RIPD: Rest In Peace Department)
- 2015 : Divergente 2 : L'Insurrection (The Divergent Series: Insurgent)
- 2016 : Divergente 3 : Au-delà du mur (The Divergent Series: Allegiant)
- 2017 : The Captain : L'Usurpateur (Der Hauptmann)
- 2021 : Snake Eyes
- 2022 : Seneca

## Distinctions
- 2002 : au Sweden Fantastic Film Festival, Grand Prix du film fantasy - Mention spéciale pour Tattoo
- 2003 : au Fantasporto, Prix du film international de Fantasy - Mention spéciale pour Tattoo
- 2003 : au Fantasporto, nommé au Prix du Film international de fantasy pour Tattoo
- 2003 : au Biberach Film Festival, Prix de l'audience pour Eierdiebe